# Rosiglitazon
Rosiglitazón je učinkovina za zdravljenje sladkorne bolezni tipa 2 iz skupine glitazonov (tiazolindionov). Deluje tako, da poveča občutljivost perifernih tkiv za inzulin, in sicer preko vezave na receptorje PPAR, zlasti v maščobnem tkivu. Na trg ga je dalo podjetje GlaxoSmithKline (GSK) kot samostojno učinkovino in v kombinaciji z metforminom ali glimepiridom. 
Patentirali so ga leta 1987, za klinično uporabo pa so ga odobrili leta 1999. Patent za zdravilo je potekel leta 2012.
Je učinkovito zdravilo za obvladovanje ravni krvnega sladkorja pri sladkorni bolezni tipa 2. Vendar pa se je zaradi spoznanj o povečanem tveganju za srčni infarkt in smrt ter metaanalize podatkov iz leta 2007, ki je to potrdila, uporaba zdravila znatno zmanjšala. Zaradi neželenih učinkov se je podjetje GSK soočilo z več kot 13.000 tožbami na sodišču.